# Appomattox County
Appomattox County je okres amerického státu Virginie založený v roce 1845. Správním střediskem je město Appomattox. Žije zde přibližně 16 tisíc obyvatel. Okres a město jsou pojmenovány podle řeky Appomattox, jejíž jméno je odkazem na stejnojmenný indiánský kmen, který při ní žil.

## Sousední okresy
| Růžice kompasu | Amherst County    | Nelson County    | Buckingham County    | Růžice kompasu |
| Růžice kompasu | Sever             |                  |                      | Růžice kompasu |
| Růžice kompasu | Appomattox County |                  |                      | Růžice kompasu |
| Růžice kompasu | Jih               |                  |                      | Růžice kompasu |
| Růžice kompasu | Campbell County   | Charlotte County | Prince Edward County | Růžice kompasu |